# École élémentaire des Hospitalières-Saint-Gervais
École élémentaire des Hospitalières-Saint-Gervais je škola v Paříži. Nachází se na adrese 10, Rue des Hospitalières-Saint-Gervais ve 4. Obvodu. Zahrnuje mateřskou a základní školu. Budova školy je od roku 1970 chráněná jako historická památka.

## Historie
Škola se nachází v prostoru bývalého Marché des Blancs-Manteaux u zdí někdejších městských hradeb Filipa II. Augusta, jichž pozůstatky jsou zřetelné na nádvoří školy. Kamenná vstupní budova je bývalý řeznický pavilon, který byl otevřen 5. června 1823. Na její fasádě (dům č. 8) se nachází dvojice fontán. Škola zde byla umístěna v roce 1910 po zrušení tržnice.
Škola byla založena v roce 1844, když se pařížská radnice rozhodla zřídit v Marais světskou školu pro židovské žáky. Chlapecké oddělení se nacházelo v domě č. 6 a dívčí v domě č. 10. 

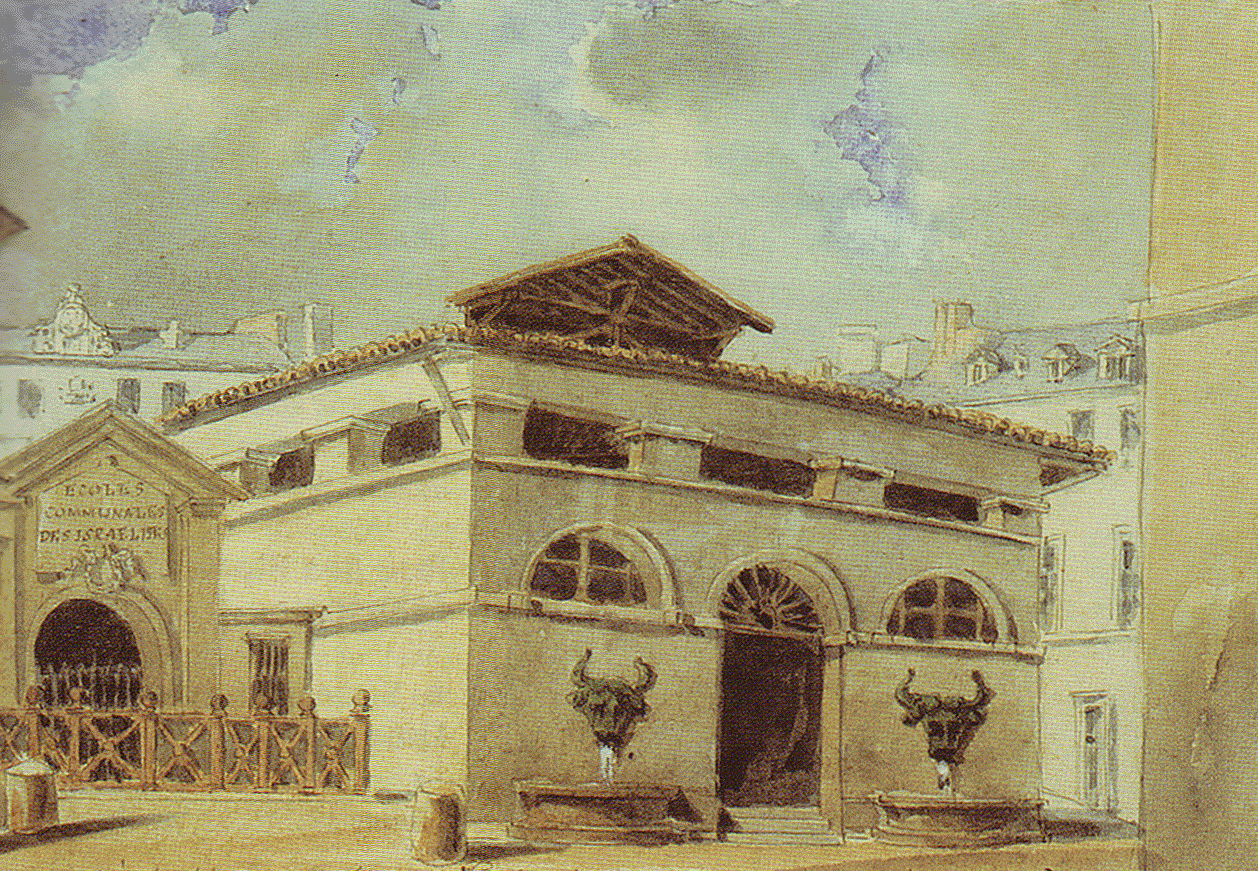
Škola (vlevo) a pavilón (vpravo) v roce 1852.

Škola byla financována z veřejných prostředků, ale na její chod přispívala i centrální konzistoř. Škola byla pro žáky otevřena v roce 1847 a první rok do ní nastoupilo 338 chlapců a 370 dívek. Na rozdíl od jiných škol byla škola zavřena v sobotu během šábesu a otevřená ve čtvrtek, kdy byly zase uzavřeny ostatní školy. Škola neměla nicméně žádné náboženské předpisy a židovské vyznání nebylo vyžadováno od učitelů ani žáků.
V červenci 1942 proběhly deportace pařížských židů, které zasáhly i žáky a učitele školy. Na začátku školního roku 1. října 1942 do školy nastoupili pouze čtyři žáci. Většina dětí a jejich rodičů byla deportována do Osvětimi, kde zahynulo 165 žáků školy. Dne 7. května 1971 byla na paměť této tragédie umístěna na fasádu školy pamětní deska. V té době se ředitel školy Joseph Migneret (1888–1949) aktivně zapojil do odboje, vyráběl falešné dokumenty a ukrýval děti. Byl přijat mezi spravedlivé mezi národy a jeho jméno je zařazeno v Allée des Justes.